# Saint Anne's Park
Saint Anne's Park är en park i republiken Irland.   Den ligger i grevskapet Dublin City och provinsen Leinster, i den östra delen av landet, 6 km nordost om huvudstaden Dublin. Saint Anne's Park ligger 22 meter över havet.
Terrängen runt Saint Anne's Park är platt. Havet är nära Saint Anne's Park åt sydost. Närmaste större samhälle är Dublin, 6,3 km sydväst om Saint Anne's Park. Runt Saint Anne's Park är det i huvudsak tätbebyggt.